# 안다만가시땃쥐
안다만가시땃쥐(Crocidura hispida)는 땃쥐과에 속하는 포유류의 일종이다. 인도의 고유종이다. 자연 서식지는 아열대 또는 열대 기후 지역의 건조림이다. 서식지 감소로 멸종 위협을 받고 있다.